# Chilobrachys femoralis
Chilobrachys femoralis là một loài nhện trong họ Theraphosidae.
Loài này thuộc chi Chilobrachys. Chilobrachys femoralis được Mary Agard Pocock miêu tả năm 1900.